# Бакићи (Власеница)
Бакићи су насељено мјесто у општини Власеница, Република Српска, БиХ. Према попису становништва из 1991. у насељу је живјело 116 становника.

## Становништво
| Националност       | 1991. | 1981. | 1971. | 1961. |
| Срби               | 116   | 369   | 212   | 260   |
| Југословени        |       | 4     |       |       |
| Хрвати             |       | 1     |       |       |
| остали и непознато |       | 17    | 1     |       |
| Укупно             | 116   | 391   | 213   | 260   |

| Демографија | Демографија | Демографија |
| Година      | Становника  | Становника  |
| ----------- | ----------- | ----------- |
| 1961.       | 260         |             |
| 1971.       | 213         |             |
| 1981.       | 191         |             |
| 1991.       | 116         |             |